# بارابولا جنو/لينكس-ليبرا
بارابولا جنو/لينكس-ليبرا هي إحدى توزيعات جنو/لينكس الحرة والموجهة إلى معماريات i686، x86-64 وARMv7 وكذلك البنية المبنية على توزيعة آرتش لينكس، تمتاز باستخدامها  البرمجيات الحرة فقط مع استخدام نواة لينكس ليبرا بدلا من نواة لينكس. يتم دعم بارابولا جنو لينكس-ليبرا من قبل مؤسسة البرمجيات الحرة كنظام تشغيل حر تماما.

## التاريخ
تم اقتراح إنشاء توزيعة بارابولا جنو/لينكس-ليبرا في البداية من قبل مجموعة من أعضاء قناة IRC  الخاصة  بتوزيعة جنيوسنس في عام 2009، ليتم بعدها دعم المشروع من قبل عدد من أعضاء ومطوري توزيعة آرتش لينكس.
في 20 مايو 2011، تم الاعتراف بتوزيعة بارابولا جنو/لينكس-ليبرا من قبل مشروع جنو على أنها توزيعة حرة تماما، مما يجعلها جزءا من مؤسسة البرمجيات الحرة FSF .

## روابط خارجية
- بارابولا جنو/لينكس-ليبرا على موقع Framasoft (الفرنسية)
- Official websiteالموقع الرسمي
- Parabola GNU/Linux-libre appears on news section on SOLAR website (Software Libre Argentina)